# Centre d'étude et de valorisation des algues
Il Centre d'étude et de valorisation des algues (CEVA), è una società a partecipazione pubblica francese, con sede a Pleubian.
Ha funzione di centro tecnico specializzato nello studio delle alghe per scopi industriali.

## Storia
Una prima associazione è stata creata nel 1982 su iniziativa delle autorità locali bretoni e degli industriali del settore delle alghe per soddisfare le esigenze delle comunità che si confrontano con le alghe verdi, la cui proliferazione stagionale in alcune baie ha costituito, tra l'altro, sviluppo del turismo e un alto costo di raccolta e trattamento per i comuni colpiti.
Dopo aver acquisito significative competenze scientifiche in questi fenomeni, l'associazione si trasforma nel 1986 in una società semi-pubblica (Société d’économie mixte, SEM), denominata Centro Studi e Valorizzazione delle Alghe (CEVA). Divenuto centro tecnico con la creazione di laboratori specializzati nello studio delle alghe, ha ampliato i propri interventi verso il loro recupero ed in particolare lo sviluppo di prodotti industriali a base di ingredienti marini.
Dal 2007 è stato etichettato come istituto tecnico agroindustriale (ITAI). Dal 2018 è anche insignita del marchio di Istituto Tecnico Agrario (ITA) dal Ministero dell'Agricoltura.
Dal 14 giugno 2018 CEVA è membro dell'Association de coordinamento tecnica agricole (ACTA).